# Kick jitsu
La Kick Jitsu (o Kickjitsu) è uno sport da combattimento di origine italiana.
Nata negli anni '80 attraverso l'innovativa fusione delle tecniche della Kickboxing e quelle del Jujitsu, la Kick Jitsu è regolata in Italia dalla Federkombat, la federazione italiana di Kickboxing, Muay Thai, Savate e Shoot Boxe, mentre a livello internazionale l'organismo di riferimento è l'ISF.
La disciplina è riconosciuta dal CONI, attraverso una commissione tecnica nazionale, ed è diffusa in quasi tutte le regioni d'Italia.
Nella Kickjitsu si combinano le tecniche di calcio e pugno tipiche della kickboxing con leve, strangolamenti e proiezioni del judo, jujitsu e BJJ. Si nota egualmente anche l presenza di influenze di altre discipline affini come il pancrazio e l'hapkido.
La Kick-Jitsu è assimilabile ad una forma a contatto leggero della Shoot Boxe, che a sua volta è una forma più limitata delle MMA.
Il regolamento prevede la vittoria venga assegnata:
- per somma punti, assegnati come segue: 1 punto per ogni colpo di percussione a segno, 2 per ogni colpo di percussione in girata e per ogni proiezione, 3 per ogni proiezione con lo stacco di entrambi i piedi da terra e 4 per immobilizzazione dell'avversario per 5 secondi.
- se si costringe l'avversario alla resa con una leva o uno strangolamento, entrambi da chiudere progressivamente.
Se il colpo è particolarmente tecnico e, come da regolamento, è portato in maniera precisa e controllata, è possibile la vittoria per knockout.
In tutti gli altri casi, al contrario della cugina a contatto semi-pieno shoot boxe, il KO détermina la squalifica per eccesso di foga di chi ha lanciato il colpo.